# Сьвіньокеж-Влосцянський
Сьвіньокеж-Влосцянський (пол. Świniokierz Włościański) — село в Польщі, у гміні Желехлінек Томашовського повіту Лодзинського воєводства.
Населення — 65 осіб (2011).
У 1975-1998 роках село належало до Пйотрковського воєводства.

## Демографія
Демографічна структура станом на 31 березня 2011 року:
|          | Загалом | Допрацездатний вік | Працездатний вік | Постпрацездатний вік |
| -------- | ------- | ------------------ | ---------------- | -------------------- |
| Чоловіки | 32      | 7                  | 17               | 8                    |
| Жінки    | 33      | 6                  | 14               | 13                   |
| Разом    | 65      | 13                 | 31               | 21                   |